# Ovidiu Stîngă
Ovidiu Stîngă (ur. 5 grudnia 1972 w Krajowej), piłkarz rumuński grający na pozycji środkowego pomocnika.

## Kariera klubowa
Piłkarską karierę Stîngă rozpoczął w rodzinnej Krajowej w klubie Viitorul Craiova. W 1990 roku został zawodnikiem bardziej znanego lokalnego rywala, Universitatei Craiova. 28 listopada zadebiutował w pierwszej lidze w wygranym 8:1 spotkaniu z Corvinulem Hunedoara. Do końca sezonu został jednak wypożyczony do trzecioligowego Jiul IELIF Craiova, ale już latem 1991 znów występował w Universitatei. W sezonie 1992/1993 był jej podstawowym zawodnikiem i zajął 3. miejsce w lidze oraz zdobył Puchar Rumunii. W sezonie 1993/1994 uzyskał swój najlepszy dorobek bramkowy w karierze – 12 goli. Zarówno w tamtym, jak i następnym sezonie, wywalczył z Universitateą wicemistrzostwo Rumunii. W barwach klubu z Krajowej występował też w rozgrywkach Pucharu UEFA i Pucharu Zdobywców Pucharów.
Latem 1995 Stîngă wyjechał zagranicę i został piłkarzem hiszpańskiej UD Salamanca. W Primera División zadebiutował 3 września w przegranym 1:3 wyjazdowym meczu z Espanyolem. W Salamance był podstawowym zawodnikiem i zdobył 11 bramek, będąc drugim najlepszym strzelcem drużyny po Joanie Barbarze, jednak klub zajmując ostatnią 22. pozycję spadł do Segunda División.
W 1996 roku Ovidiu przeszedł do holenderskiego PSV Eindhoven. W swoim pierwszym sezonie w Eredivisie zaliczył tylko siedem spotkań, ale został mistrzem Holandii. W sezonie 1997/1998 był podstawowym zawodnikiem PSV, ale zespół z Eindhoven nie obronił tytułu mistrza Holandii, zajmując 2. pozycję. W 1998 odniósł kontuzję, która spowodowała, że w sezonie 1998/1999 ani razu nie pojawił się na boisku. Natomiast w 2000 i 2001 roku wywalczył kolejne dwa tytuły mistrza kraju, ale rozegrał w przez ten okres tylko 19 spotkań.
Latem 2001 Stîngă wrócił do Rumunii. Przez rok występował w Dinamie Bukareszt, z którym wywalczył tytuł mistrza kraju. Kolejne dwa sezony spędził w Universitatei Craiova, do której wrócił po 7 latach. W sezonie 2004/2005 był wypożyczony do holenderskiego drugoligowca Helmond Sport. W 2006 roku wywalczył z Universitateą awans z drugiej ligi do pierwszej, a w 2007 zakończył piłkarską karierę.
| Sezon   | Klub                     | Kraj      | Rozgrywki        | Mecze | Bramki |
| ------- | ------------------------ | --------- | ---------------- | ----- | ------ |
| 1990/91 | CS Universitatea Craiova | Rumunia   | Divizia A        | 1     | 0      |
| 1990/91 | Jiul IELIF Craiova       | Rumunia   | Divizia C        | ?     | ?      |
| 1991/92 | Universitatea Craiova    | Rumunia   | Divizia A        | 16    | 2      |
| 1992/93 | Universitatea Craiova    | Rumunia   | Divizia A        | 31    | 7      |
| 1993/94 | Universitatea Craiova    | Rumunia   | Divizia A        | 28    | 12     |
| 1994/95 | Universitatea Craiova    | Rumunia   | Divizia A        | 30    | 8      |
| 1995/96 | UD Salamanca             | Hiszpania | Primera División | 40    | 11     |
| 1996/97 | PSV Eindhoven            | Holandia  | Eredivisie       | 7     | 0      |
| 1997/98 | PSV Eindhoven            | Holandia  | Eredivisie       | 26    | 6      |
| 1998/99 | PSV Eindhoven            | Holandia  | Eredivisie       | 0     | 0      |
| 1999/00 | PSV Eindhoven            | Holandia  | Eredivisie       | 18    | 1      |
| 2000/01 | PSV Eindhoven            | Holandia  | Eredivisie       | 1     | 0      |
| 2001/02 | FC Dinamo Bukareszt      | Rumunia   | Divizia A        | 18    | 0      |
| 2002/03 | Universitatea Craiova    | Rumunia   | Divizia A        | 11    | 3      |
| 2003/04 | Universitatea Craiova    | Rumunia   | Divizia A        | 24    | 2      |
| 2004/05 | Helmond Sport            | Holandia  | Eerstedivisie    | 19    | 1      |
| 2005/06 | Universitatea Craiova    | Rumunia   | Divizia B        | 27    | 5      |
| 2006/07 | Universitatea Craiova    | Rumunia   | Divizia A        | 5     | 0      |

## Kariera reprezentacyjna
W reprezentacji Rumunii Stîngă zadebiutował 31 stycznia 1993 roku w przegranym 0:3 towarzyskim meczu z Ekwadorem. W 1994 roku był w kadrze Rumunii na Mistrzostwach Świata w USA, jednak nie wystąpił tam w żadnym spotkaniu. W 1996 roku został powołany przez Anghela Iordănescu na Mistrzostwa Europy w Anglii, gdzie wystąpił tylko w meczu z Hiszpanią, przegranym przez Rumunów 1:2. Natomiast w 1998 roku zaliczył 2 mecze na Mistrzostwach Świata we Francji: z Kolumbią (1:0) i z Anglią (2:1). Karierę reprezentacyjną zakończył w tym samym roku. W kadrze narodowej zagrał 24 razy.